# 出入橋駅
出入橋駅（でいりばしえき）は、かつて大阪市北区西梅田町（現・梅田2丁目）に存在した、阪神電気鉄道の本線の駅（廃駅）である。

## 概要
1905年4月、阪神電気鉄道が大阪 - 神戸間に日本初の都市間電車の運行を開始したとき、大阪側のターミナル駅として設けられたのが出入橋駅であった。梅田入堀川（堂島堀割川）に架かっていた出入橋の北西に位置し、対岸すぐの所には国鉄の大阪駅があった。しかし、出入橋駅が開業した時には、大阪駅を現在地（当時でいう東梅田町寄り）へ移転させる工事が相当進捗しており、1905年7月には移転が完了した。そのため、出入橋駅と新しい大阪駅とは700mほど距離が空いてしまった。
開業時の出入橋駅は、本線が軌道法に基づく路面電車扱いで開業したこともあって、現行の路面電車の終端と同じようにプラットホームの梅田（現・大阪梅田）寄りに乗車場、神戸側に降車場が設けられ、乗車場と降車場の間に出発用の本線へ入る分岐器が置かれていた。プラットホームは路面電車規格ということもあってほとんどないに近かったが、電車や駅全体を覆うように巨大な鉄骨を用いた屋根が設置されていた。
しかし、このような都市部の末端では乗客を集めるのに不都合と考えた阪神は、大阪駅前への延伸を何度も申請した。1906年に、何とか仮線名目で単線の線路を400mほど梅田側に延伸することが実現し、1914年にそれが複線化され梅田駅の駅舎が完成すると、出入橋駅は完全に中間駅となった。
1948年、梅田駅や福島駅と近接していることから高速運転の阻害になるとして、第二次世界大戦末期に休止されていた福島駅の営業再開と引き換えに廃駅となった。
跡地は現在、西梅田公園となっている。

## 歴史
- 1905年（明治38年）4月12日：本線の開業とともに開設。
- 1906年（明治39年）12月21日：梅田（現・大阪梅田）へ延伸。
- 1948年（昭和23年）10月26日：廃止。

## 隣の駅
阪神電気鉄道
本線

梅田駅 - 出入橋駅 - 福島駅